# Милькович, Александар
Алекса́ндар Ми́лькович (серб. Александар Миљковић; 26 февраля 1990, Бор) — сербский футболист, защитник клуба «Пюник». За время своей карьеры играл в различных клубах Сербии, Португалии, Хорватии, России, Польши и Армении.

## Биография

### Клубная карьера
Родился 26 февраля 1990 года в городе Бор. Воспитанник местного клуба «Бор», после которого занимался в футбольной школе белградского «Партизана» (2002—2007).
Первым профессиональным клубом для Мильковича стал белградский «Телеоптик», фарм-клуб «Партизана». С 2007 по 2010 год с перерывами он сыграл за «Телеоптик» в общей сложности 25 матчей и забил 2 мяча.
Летом 2008 года Милькович заключил контракт с «Партизаном» сроком на пять лет. Дебют в основном составе «чёрно-белых» в чемпионате Сербии для защитника состоялся 26 октября 2008 года против клуба «Чукарички» (0:1). Закрепится сразу в «Партизане» ему не удалось и вторую половину сезона 2009/10 он провел в аренде в клубе «Металац», где сыграл пять матчей и забил один гол, а позднее вернулся в состав «гробарей».
В составе «Партизана» четыре раза выигрывал чемпионат и два раза кубок Сербии. Принимал участие в еврокубках, в том числе сыграл на групповом этапе Лиги чемпионов сезона 2010/11 и Лиги Европы 2012/13.
21 июня 2013 года подписал четырёхлетний контракт с португальской «Брагой», где выступал как за основную команду, так и за вторую команду. Сезон 2015/16 провёл в чемпионате Хорватии, защищая цвета «Сплита».
Затем последовал переход в пермский «Амкар», где с 2016 по 2018 годы Милькович провёл 51 матч и забил 2 мяча в чемпионате России.
Сезон 2018/19 он провёл в польской «Медзи» (Легница), после чего подписал контракт с армянским клубом «Алашкерт» (Ереван), за который играл в сезоне 2019/20.
Летом 2020 года Александар вернулся в «Партизан», где провёл следующие два сезона. Вместе с командой дошёл до 1/8 финала Лиги конференций сезона 2021/22.
13 августа 2022 года 32-летний Милькович заключил контракт с ереванским «Пюником». Являлся игроком основного состава. Покинул команду в августе 2023 года по окончании срока контракта. За время выступлений за «Пюник» провёл 36 матчей, забил 2 гола и отдал одну результативную передачу.
С лета 2023 года играет за другой ереванский клуб — «Ноа». Вместе с командой стал чемпионом Армении и обладателем Кубка Армении в сезоне 2024/25, а также принял участие в групповом этапе Лиги конференций того же сезона.

### В сборной
Выступал за юношескую сборную Сербии (до 19 лет) и молодёжную сборную (до 21 года). В 2009 году в составе команды девятнадцатилетних дошёл до полуфинала чемпионата Европы, проходившего на Украине.

## Достижения
- Чемпион Сербии (4): 2008/09, 2010/11, 2011/12, 2012/13
- Победитель Кубка Сербии (2): 2008/09, 2010/11
- Чемпион Армении: 2024/25
- Победитель Кубка Армении: 2024/25